# Il boomerang magico
Il boomerang magico (The Magic Boomerang) è una serie televisiva australiana trasmessa tra il 1965 e il 1966, con David Morgan, Telford Jackson, Penelope Shelton e Rodney Pearlman.
La regia era inizialmente di Roger Mirams, poi passò a Joe McCormick.

## Trama
Tom Templeton è un ragazzo che vive in una fattoria con la sua famiglia: un giorno trova in soffitta, tra gli oggetti appartenuti ad un suo antenato, un boomerang. Tom scopre che quando il boomerang viene lanciato, il tempo si ferma per la durata del volo e le persone si bloccano, tranne il lanciatore; il tempo ricomincia a scorrere normalmente quando l'oggetto torna tra le mani del lanciatore. Tom si serve del boomerang magico per aiutare gli amici e per sventare i piani di persone senza scrupoli, tra cui un cugino che vuole impadronirsi della fattoria dei genitori.

## Episodi
| Stagione         | Episodi | Prima TV Australia | Prima TV Italia |
| ---------------- | ------- | ------------------ | --------------- |
| Prima stagione   | 39      | 1965-1966          |                 |
| Seconda stagione | 6       | 1966               |                 |

La prima stagione è stata trasmessa in bianco e nero mentre la seconda a colori.